# Liga Mexicana del Pacífico 1995-96
La Temporada 1995-96 de la Liga Mexicana del Pacífico fue la 38.ª edición, llevó el nombre de Mario Hernández Maytorena y comenzó el 25 de octubre de 1995.
Durante la campaña se lanzó un juego sin hit ni carrera.
La temporada finalizó el 26 de enero de 1996, con la coronación de los Tomateros de Culiacán al vencer 4-1 en serie final a los Venados de Mazatlán.

## Sistema de competencia

### Temporada regular
La temporada regular consta de dos mitades lo cual abarca un total de 58 juegos a disputarse para cada uno de los ocho clubes que conforman a la Liga Mexicana del Pacífico. La primera mitad está integrada de 30 juegos para cada club y la segunda de 28 juegos para cada club. Al término de cada mitad, se asigna un puntaje que va de 3 a 8 puntos en forma ascendente, según la clasificación (standing) general de cada club. A continuación se muestra la distribución de dicho puntaje:
- Primera posición: 8 puntos
- Segunda: 7 puntos
- Tercera: 6 puntos
- Cuarta: 5 puntos
- Quinta: 4.5 puntos
- Sexta: 4 puntos
- Séptima: 3.5 puntos
- Octava: 3 puntos

### Postemporada
Tras el término de la segunda vuelta, los seis equipos con mayor puntaje sobre la base de las dos mitades de la temporada regular pasan a la etapa denominada postemporada (play-offs). En esta etapa, los equipos se enfrentan entre sí en una serie de siete juegos donde deben ganar cuatro para avanzar a las semifinales. Es importante señalar que los tres equipos que obtuvieron mayor puntaje en la temporada regular empiezan la serie con dos juegos en su estadio (esta etapa de juego es conocida como «repesca»), para continuar con tres partidos en el estadio contrario y finalmente concretar la serie de nuevo en su estadio. Estos últimos dos juegos no son necesarios si alguno de los equipos obtiene una ventaja clara en la serie sobre su rival.

### Semifinales
Para la etapa de semifinales, pasan los tres equipos con mejor posición en el standing de juegos ganados y perdidos más uno adicional que es denominado «mejor perdedor», el cual resulta de poseer la mayor cantidad de juegos ganados en la repesca, principalmente. De esta manera, el mejor perdedor se enfrenta como visitante al equipo mejor situado del standing en una serie, mientras que el segundo y el tercero hacen lo mismo a su vez. En el caso del mejor perdedor, no puede enfrentarse al equipo con el que disputó la primera fase de play-offs.

### Final
Se da entre los equipos que ganaron en la etapa de semifinales.

## Calendario
- Número de Juegos: 58 juegos

## Datos Sobresalientes
- Enrique Couoh, lanza un juego sin hit ni carrera el 26 de noviembre de 1995, con los Águilas de Mexicali en contra de Algodoneros de Guasave, siendo el número 39 en la historia de la LMP.

## Equipos participantes
| Liga Mexicana del Pacífico 1995-96 |           |                   |                           |                          |           |
| Equipo                             | Fundación | Mánager           | Ciudad                    | Estadio                  | Capacidad |
| Águilas de Mexicali                | 1948      | Por definir       | Mexicali, Baja California | Nido de los Águilas      | 9,000     |
| Algodoneros de Guasave             | 1970      | Por definir       | Guasave, Sinaloa          | Francisco Carranza Limón | 8,000     |
| Cañeros de Los Mochis              | 1947      | Aurelio Rodríguez | Los Mochis, Sinaloa       | Emilio Ibarra Almada     | 6,000     |
| Mayos de Navojoa                   | 1950      | Por definir       | Navojoa, Sonora           | Manuel Ciclón Echeverría | 8,000     |
| Naranjeros de Hermosillo           | 1944      | Por definir       | Hermosillo, Sonora        | Héctor Espino            | 10,000    |
| Tomateros de Culiacán              | 1965      | Francisco Estrada | Culiacán, Sinaloa         | General Ángel Flores     | 10,000    |
| Venados de Mazatlán                | 1945      | Por definir       | Mazatlán, Sinaloa         | Teodoro Mariscal         | 6,000     |
| Yaquis de Ciudad Obregón           | 1947      | Por definir       | Ciudad Obregón, Sonora    | Tomás Oroz Gaytán        | 10,000    |

## Standings

### Primera vuelta
| Equipos                  | JJ | JG | JP | JE | PCT  | JV   | PTS |
| ------------------------ | -- | -- | -- | -- | ---- | ---- | --- |
| Naranjeros de Hermosillo | 30 | 21 | 9  | -  | .700 | -    | 8   |
| Tomateros de Culiacán    | 30 | 15 | 13 | 2  | .536 | 5.0  | 7   |
| Mayos de Navojoa         | 30 | 15 | 13 | 2  | .536 | 5.0  | 6   |
| Venados de Mazatlán      | 30 | 16 | 14 | -  | .533 | 5.0  | 5   |
| Águilas de Mexicali      | 29 | 14 | 15 | -  | .483 | 6.5  | 4.5 |
| Cañeros de Los Mochis    | 30 | 14 | 16 | -  | .467 | 7.0  | 4   |
| Algodoneros de Guasave   | 30 | 13 | 17 | -  | .433 | 8.0  | 3.5 |
| Yaquis de Ciudad Obregón | 29 | 9  | 20 | -  | .310 | 11.5 | 3   |

### Segunda vuelta
| Equipos                  | JJ | JG | JP | JE | PCT  | JV  | PTS |
| ------------------------ | -- | -- | -- | -- | ---- | --- | --- |
| Cañeros de Los Mochis    | 28 | 19 | 9  | -  | .679 | -   | 8   |
| Águilas de Mexicali      | 28 | 15 | 12 | 1  | .556 | 3.5 | 7   |
| Venados de Mazatlán      | 28 | 15 | 13 | -  | .536 | 4.0 | 6   |
| Tomateros de Culiacán    | 28 | 14 | 14 | -  | .500 | 5.0 | 5   |
| Yaquis de Ciudad Obregón | 28 | 13 | 14 | 1  | .481 | 5.5 | 4.5 |
| Naranjeros de Hermosillo | 28 | 13 | 15 | -  | .464 | 6.0 | 4   |
| Mayos de Navojoa         | 28 | 12 | 16 | -  | .429 | 7.0 | 3.5 |
| Algodoneros de Guasave   | 28 | 10 | 18 | -  | .357 | 9.0 | 3   |

### General
| Equipos                  | JJ | JG | JP | JE | PCT  | JV   | PTS  |
| ------------------------ | -- | -- | -- | -- | ---- | ---- | ---- |
| Naranjeros de Hermosillo | 58 | 34 | 24 | -  | .586 | -    | 12   |
| Cañeros de Los Mochis    | 58 | 33 | 25 | -  | .569 | 1.0  | 12   |
| Tomateros de Culiacán    | 58 | 29 | 27 | 2  | .518 | 4.0  | 12   |
| Águilas de Mexicali      | 57 | 29 | 27 | 1  | .518 | 4.0  | 11.5 |
| Venados de Mazatlán      | 58 | 31 | 27 | -  | .534 | 3.0  | 11   |
| Mayos de Navojoa         | 58 | 27 | 29 | 2  | .482 | 6.0  | 9.5  |
| Yaquis de Ciudad Obregón | 57 | 22 | 34 | 1  | .393 | 11.0 | 7.5  |
| Algodoneros de Guasave   | 58 | 23 | 35 | -  | .396 | 11.0 | 6.5  |

| Avanza a Play-offs |

## Play-offs
|  | Primer Play Off | Primer Play Off | Primer Play Off |          |         | Semifinales | Semifinales | Semifinales |  |          | Final    | Final | Final |  |
|  |                 |                 |                 |          |         |             |             |             |  |          |          |       |       |  |
|  |                 |                 |                 |          |         |             |             |             |  |          |          |       |       |  |
|  | Navojoa         | Navojoa         | 4               |          |         |             |             |             |  |          |          |       |       |  |
|  | Navojoa         | Navojoa         | 4               |          |         |             |             |             |  |          |          |       |       |  |
|  | Hermosillo      | Hermosillo      | 3               |          |         |             |             |             |  |          |          |       |       |  |
|  | Hermosillo      | Hermosillo      | 3               |          | Navojoa | Navojoa     | 2           |             |  |          |          |       |       |  |
|  |                 |                 |                 |          | Navojoa | Navojoa     | 2           |             |  |          |          |       |       |  |
|  |                 |                 | Culiacán        | Culiacán | 4       |             |             |             |  |          |          |       |       |  |
|  | Mexicali        | Mexicali        | Culiacán        | Culiacán | 4       | 3           |             |             |  |          |          |       |       |  |
|  | Mexicali        | Mexicali        |                 |          |         |             |             |             |  |          |          |       |       |  |
|  | Culiacán        | Culiacán        | 4               |          |         |             |             |             |  |          |          |       |       |  |
|  | Culiacán        | Culiacán        | 4               |          |         |             |             |             |  | Culiacán | Culiacán | 4     |       |  |
|  |                 |                 |                 |          |         |             |             |             |  | Culiacán | Culiacán | 4     |       |  |
|  |                 |                 | Mazatlán        | Mazatlán | 1       |             |             |             |  |          |          |       |       |  |
|  |                 |                 | Mazatlán        | Mazatlán | 1       |             |             |             |  |          |          |       |       |  |
|  |                 |                 |                 |          |         |             |             |             |  |          |          |       |       |  |
|  |                 |                 |                 |          |         |             |             |             |  |          |          |       |       |  |
|  |                 | Hermosillo      | Hermosillo      | 2        |         |             |             |             |  |          |          |       |       |  |
|  |                 |                 |                 | 2        |         |             |             |             |  |          |          |       |       |  |
|  |                 |                 | Mazatlán        | Mazatlán | 4       |             |             |             |  |          |          |       |       |  |
|  | Mazatlán        | Mazatlán        | Mazatlán        | Mazatlán | 4       | 4           |             |             |  |          |          |       |       |  |
|  | Mazatlán        | Mazatlán        |                 |          |         |             |             |             |  |          |          |       |       |  |
|  | Los Mochis      | Los Mochis      | 3               |          |         |             |             |             |  |          |          |       |       |  |
|  | Los Mochis      | Los Mochis      | 3               |          |         |             |             |             |  |          |          |       |       |  |
|  |                 |                 |                 |          |         |             |             |             |  |          |          |       |       |  |

### Primer Play Off
| Equipos                  | JJ | JG | JP | PCT  | JV  |
| ------------------------ | -- | -- | -- | ---- | --- |
| Tomateros de Culiacán    | 7  | 4  | 3  | .571 | -   |
| Venados de Mazatlán      | 7  | 4  | 3  | .571 | -   |
| Mayos de Navojoa         | 7  | 4  | 3  | .571 | -   |
| Naranjeros de Hermosillo | 7  | 3  | 4  | .429 | 1.0 |
| Cañeros de Los Mochis    | 7  | 3  | 4  | .429 | 1.0 |
| Águilas de Mexicali      | 7  | 3  | 4  | .429 | 1.0 |

| Avanza a semifinales |

| Avanza como comodín |

### Semifinales
| Equipos                  | JJ | JG | JP | PCT  | JV  |
| ------------------------ | -- | -- | -- | ---- | --- |
| Venados de Mazatlán      | 6  | 4  | 2  | .667 | -   |
| Tomateros de Culiacán    | 6  | 4  | 2  | .667 | -   |
| Mayos de Navojoa         | 6  | 2  | 4  | .333 | 2.0 |
| Naranjeros de Hermosillo | 6  | 2  | 4  | .333 | 2.0 |

| Avanza a la final |

### Final
| Equipos               | JJ | JG | JP | PCT  | JV  |
| --------------------- | -- | -- | -- | ---- | --- |
| Tomateros de Culiacán | 5  | 4  | 1  | .800 | -   |
| Venados de Mazatlán   | 5  | 1  | 4  | .200 | 3.0 |

| Campeón |

## Cuadro de honor
| Equipos                  | Posición   |
| ------------------------ | ---------- |
| Tomateros de Culiacán    | Campeón    |
| Venados de Mazatlán      | Subcampeón |
| Mayos de Navojoa         | 3° Lugar   |
| Naranjeros de Hermosillo | 4° Lugar   |
| Cañeros de Los Mochis    | 5° Lugar   |
| Águilas de Mexicali      | 6° Lugar   |
| Yaquis de Ciudad Obregón | 7° Lugar   |
| Algodoneros de Guasave   | 8° Lugar   |

## Designaciones
A continuación se muestran a los jugadores más valiosos de la temporada.
| Designación         | Ganador             | Equipo                   |
| ------------------- | ------------------- | ------------------------ |
| Jugador Más Valioso | Eduardo Jiménez     | Águilas de Mexicali      |
| Pitcher del Año     | Aarón Quiroz        | Mayos de Navojoa         |
| Novato del año      | Oscar Robles        | Algodoneros de Guasave   |
| Mánager del Año     | Aurelio Rodríguez   | Cañeros de Los Mochis    |
| Mánager Campeón     | Francisco Estrada   | Tomateros de Culiacán    |
| Campeón de Bateo    | Dimitri Young       | Naranjeros de Hermosillo |
| Campeón de Pitcheo  | Juan Manuel Palafox | Venados de Mazatlán      |
| Gerente del año     | Jaime Blancarte     | Tomateros de Culiacán    |